# Euromed Management
 (novembre 2022).
Pour les articles homonymes, voir Euromed.
 (mai 2013).
Si vous disposez d'ouvrages ou d'articles de référence ou si vous connaissez des sites web de qualité traitant du thème abordé ici, merci de compléter l'article en donnant les références utiles à sa vérifiabilité et en les liant à la section « Notes et références ».
Euromed Management est une Grande École de Commerce française, créée en 1872 sous le nom d’École Supérieure de Commerce de Marseille Provence. Elle prend le nom d'Euromed Marseille École de Management en 2003, puis Euromed Management en 2008.
En 2012, à la suite de la fusion avec Bordeaux école de management (BEM), l’établissement annonce son renommage en Kedge Business School à compter de la rentrée 2013.
Elle propose une gamme de formations allant de Bac à Bac+5 ainsi que des programmes de formation continue.

## Administration

### Statut
Depuis le 1er janvier 2010, Euromed Management, jusqu’alors service de la CCIMP, passe au statut « Association » et prend donc son autonomie.
Ce statut cautionne la capacité à innover, fédérer, gérer et développer son activité dans son environnement tant académique que territorial.

### Gouvernance
Euromed Management est dirigé par un Conseil d'administration composé de dirigeants d'entreprises.
Le Conseil d'Administration intègre également les collectivités territoriales, les acteurs du développement économique de Marseille-Provence et les représentants de l'École.
Le président de conseil d'administration est François Pierson, par ailleurs membre du directoire du groupe AXA et Président d'AXA France.

## Historique
- 1872 : création de l’École [5]

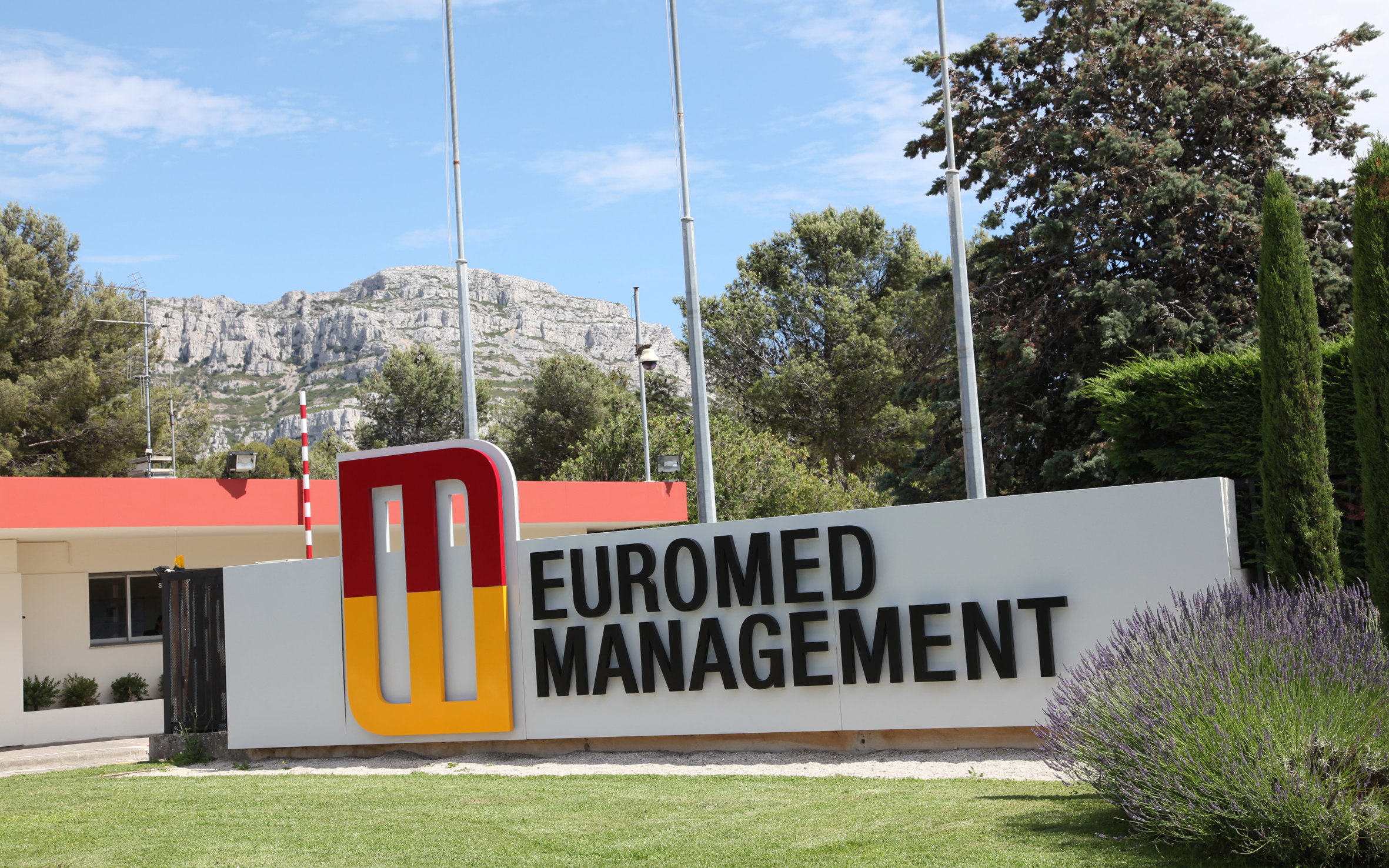
Entrée du Campus de Marseille

- 1897 : création de la toute première classe préparatoire au concours d'entrée de l'école au Lycée Thiers.
- 1988 : création du Groupe ESC Marseille-Provence
- 2000 : certification ISO 9001
- 2001 : création du Conseil d’Administration « multi-acteurs », présidé par Jacques Pfister
- 2003 : le groupe ESC Marseille Provence change de nom et devient Euromed Marseille École de Management
- 25 mai 2005 : accréditation Equis
- 9 juin 2005 : adhésion Global Compact, pacte mondial des Nations unies
- 1er décembre 2006 : rapprochement ESCT/EID de Toulon
- 4 décembre 2006 : Création de l’EGC Méditerranée by Euromed Marseille13 février 2007 : lancement du Club des Partenaires d’Euromed Marseille
- Avril 2007 : signature de la Chaire la Poste
- 6 juin 2007 : accréditation AMBA
- 10 octobre 2007 : lancement du Réseau Manager Responsable
- Juin 2008 : signature de la Chaire AG2R-Prémalliance
- Juillet 2008 : renouvellement de l’accréditation Equis
- Septembre 2008 : Euromed Marseille École de Management se développe et devient Euromed Management
- Novembre 2008 : Euromed Management obtient la certification Acadix délivrée par l’Agence de notation extra financière BMJ Ratings
- Février 2009 : Euromed Management publie son premier rapport de Développement Durable
- Septembre 2009 : Euromed Management ouvre Euromed Management Maroc à Marrakech
- 2010 : Euromed Management intègre l'école supérieure de commerce et de technologie de Toulon (ESCT) et l'école internationale de design (EID) à ses écoles.
- 28 juillet 2011 : Euromed Management est accréditée AACSB
- 17 janvier 2012 : la fusion d'Euromed Management et de Bordeaux école de management est officialisée par les deux parties.
- 2 octobre 2012 : la fusion entre les deux Grandes Écoles se traduit par la création de Kedge Business School qui ouvrira ses portes à la rentrée 2013.

## Enseignements et recherches

### Programmes de formation
Euromed Management propose une offre de formation qui évolue régulièrement pour répondre aux attentes des étudiants et du monde de l’entreprise.
- Programmes Post Bac : Bachelors, International BBA
- Programme Grande École/ESC
- Programmes Bac +4/+5 : Euromed MSc et Mastères Spécialisés qui se déclinent en 4 clusters professionnalisants
- Programmes Dirigeants et Managers : Formation continue & MBA

### Relations internationales
Pour répondre aux enjeux des entreprises dans un environnement international, Euromed Management se positionne comme une structure d’enseignement au management mondial.
L'école dispose d'accords académiques avec près de 128 universités de 44 pays. Euromed MBA, programme entièrement en anglais, propose des séminaires internationaux au sein d'universités partenaires dans trois pays différents : l'Universidade de São Paulo, l'Indian Institute of Management de Bangalore et HEM à Marrakech. Un autre programme de MBA est offert depuis 2003 en partenariat avec la Jiaotong University's Management School de Shanghai. En 2012, Euromed Management  et les universités Paris-IV Sorbonne et Paul-Valéry Montpellier-III ont inauguré l’Institut franco-chinois (IFC) de l’Université Renmin (ou université du Peuple), à Suzhou, près de Shanghai. Renmin est un établissement d’élite, au 1er rang chinois.

### Recherche
Euromed Management a récemment ouvert deux Chaires de Recherche, la première avec le groupe La Poste sur le thème du développement durable et la deuxième avec le groupe AG2R-Prémalliance sur le financement des petites structures et sur le rôle sociétal des marchés financiers.

## Les Campus
Euromed Management dispose de huit campus : 3 à Marseille, 1 à Toulon, 1 à Shanghai, 1 à Alger, 1 à Pékin et 1 à Marrakech. Les deux principaux campus d'Euromed Management ont une superficie de 7,7 ha - 4,5 ha pour celui de Luminy et 3,2 ha pour le campus de Vaufrèges, acquis en septembre 2003. En 2006, Euromed a ouvert un campus aux Docks de Marseille, quartier des affaires de Marseille, Atrium 10.3, réservé plus particulièrement aux formations continues.

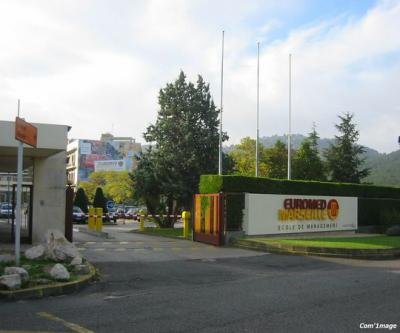
Campus de Luminy
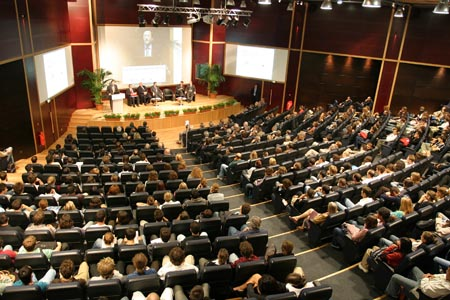
Amphi La Poste
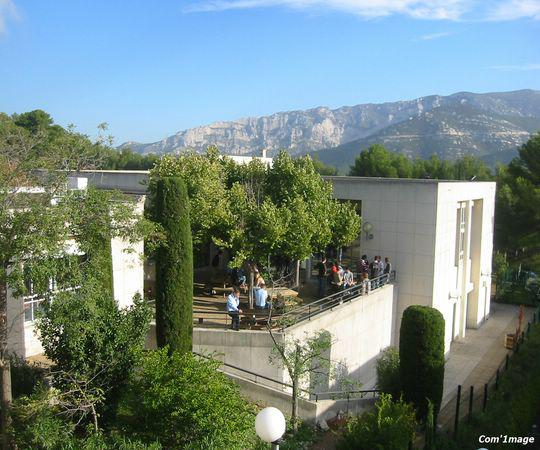
Bâtiment B
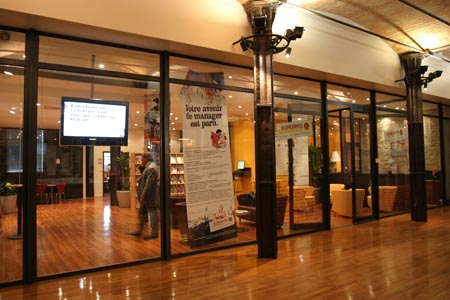
Campus les Docks

Mai 2009 aura vu la naissance d'une nouvelle implantation d'Euromed Management à Marrakech, Maroc, dans l'enceinte du campus privée de Marrakech. En partenariat avec une école d'ingénieur, ce campus est à destination des programmes ESC, Cesemed, EGC et Master.

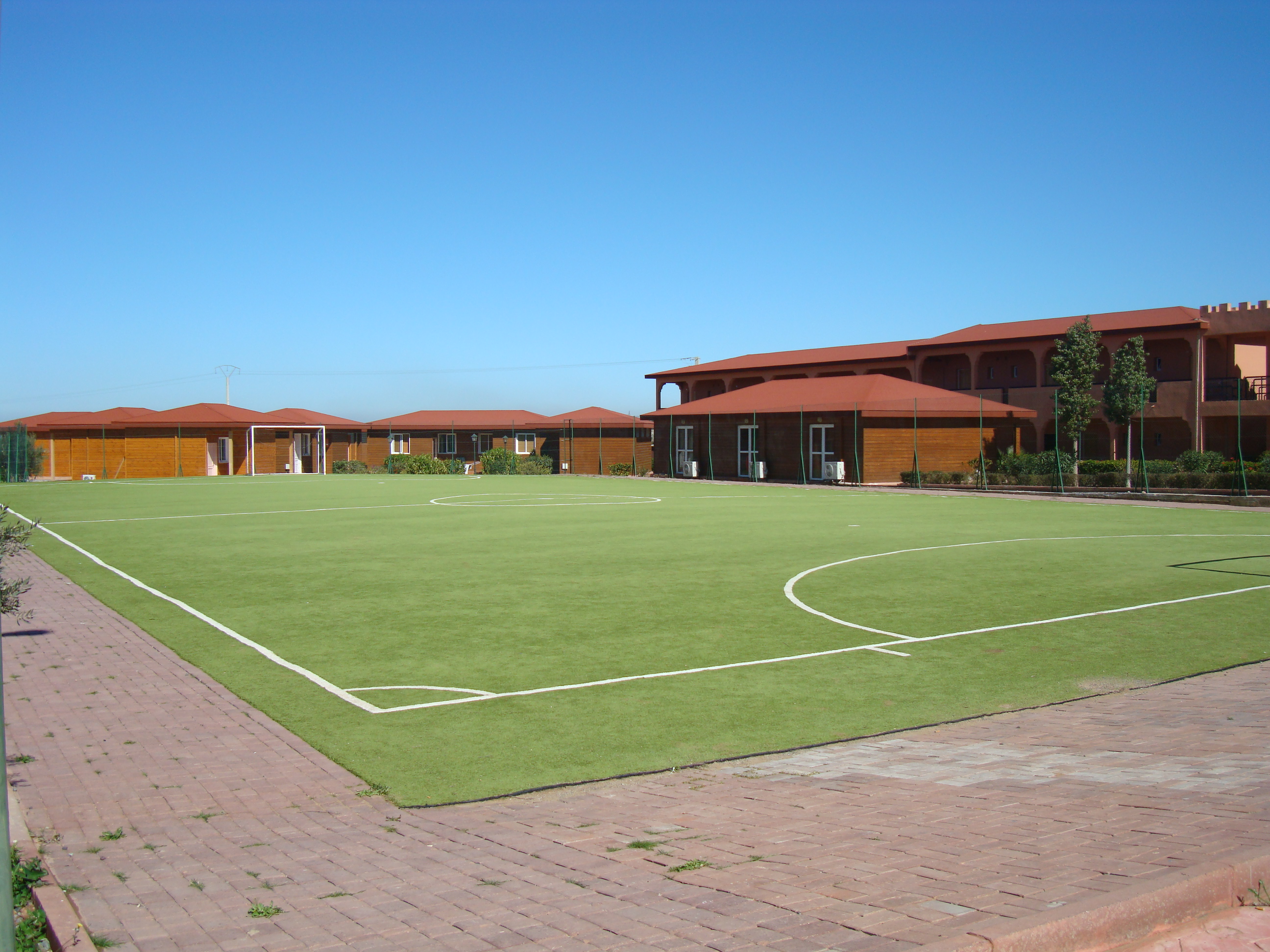
Campus Maroc football
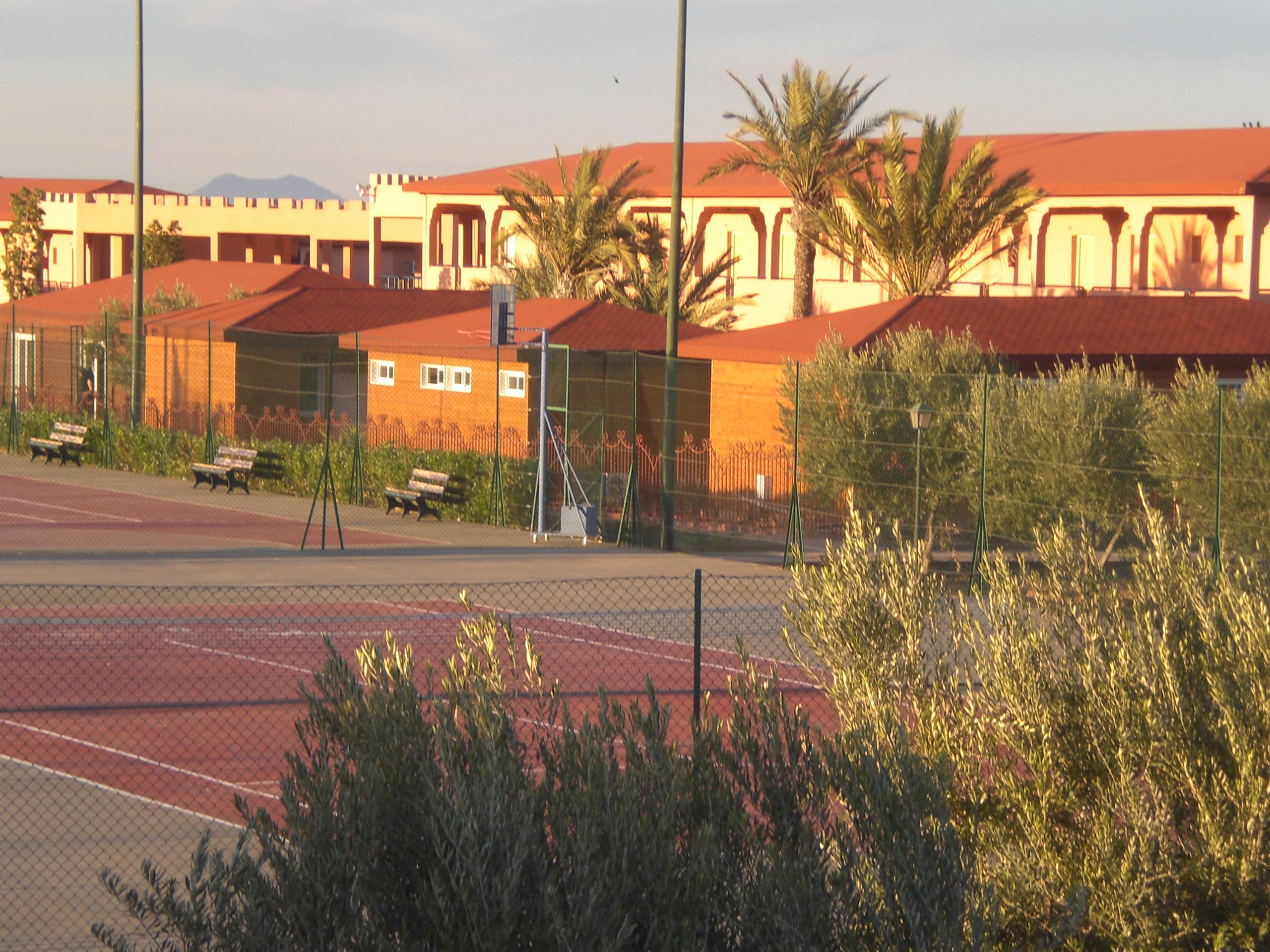
Campus Marrakech
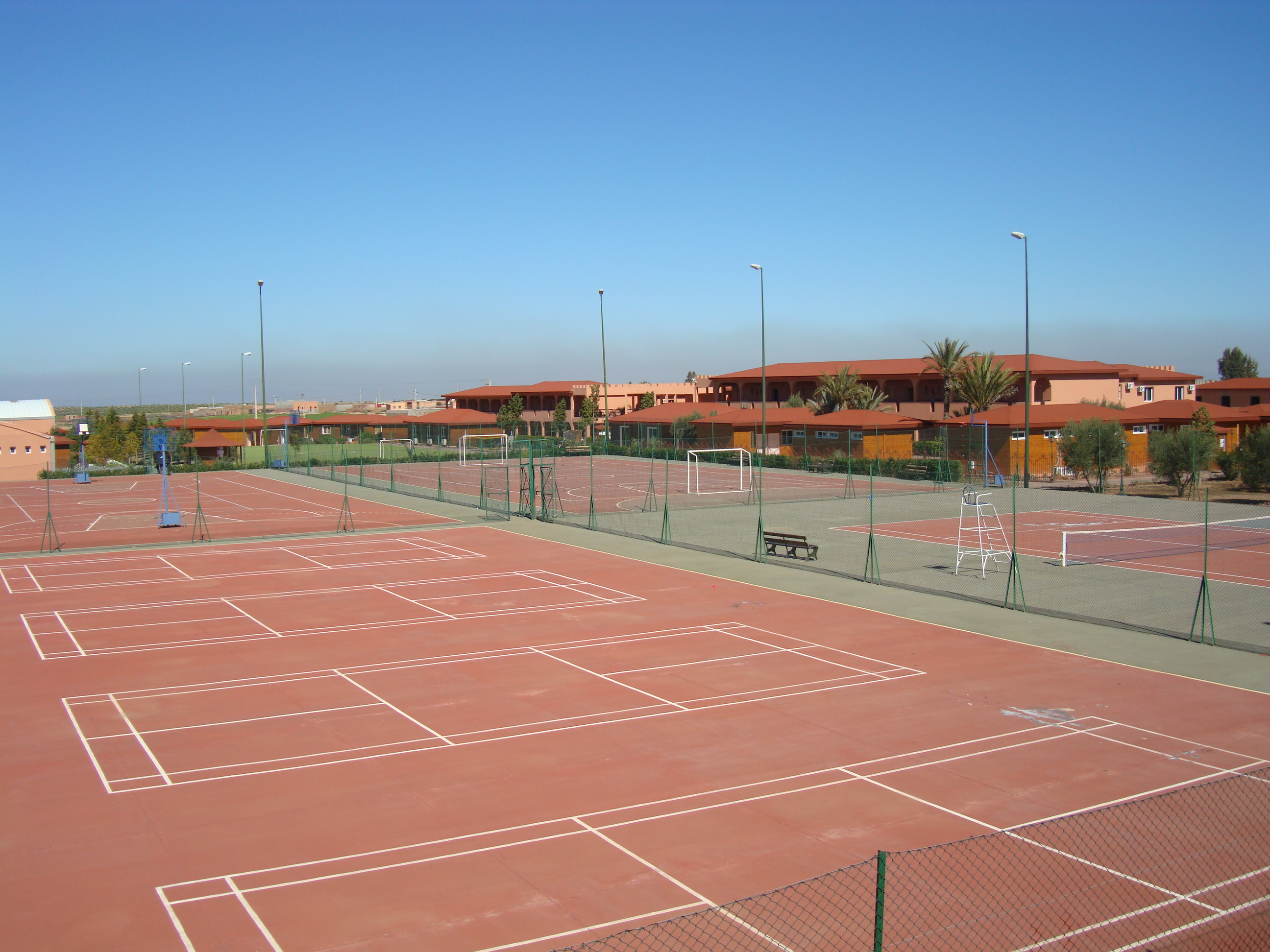
Campus Maroc tennis

## Personnalités liées

### Anciens diplômés
L'association des anciens diplômés compte actuellement 20 000 membres, parmi lesquels, Xavier Rolet, CEO de la Bourse de Londres, Daniel Carasso, fondateur de Danone, Richard Caillat, dirigeant d'HighCo, Emmanuel Guyot, fondateur de Mobivillage et Digitick, Patrick Menucci député PS de la quatrième circonscription des Bouches-du-Rhône ou encore Ayodelé Ikuesan athlète française spécialiste du sprint.